# Кузедеевская липовая роща
Липовая роща (Липовый остров) — массив липы сибирской (Tilia sibirica) в 3 км к юго-востоку от села Кузедеево в Новокузнецком районе Кемеровской области. Липняки не имеют аналогов в Сибири и представляют эталон коренной растительности Алтае-Саянской горной области, отражающий историю формирования растительности Сибири с плиоцена. Это самая большая в Сибири формация широколиственного леса. Кроме неё, такой тип леса в Сибири встречается крайне редко: например, Бакшеевские липняки, а также липняки на территориях Большеуковского, Знаменского и Тевризского районов Омской области, Реликтовая липовая роща в Новосибирской области (все эти лесные объекты представлены липой сердцевидной), а также отдельные рощи из дуба монгольского и локальные заросли лещины разнолистной на востоке Забайкальского края; рощи же и куртины трёх видов ильмов (Ulmus pumila, Ulmus japonica и Ulmus macrocarpa), сибирского абрикоса и сибирской яблони как в Забайкальском крае. так и в Бурятии. Широколиственные леса в России широко распространены только в центральных, восточных и южных районах Европейской части (Средняя полоса России, Поволжье, Приуралье, территории Южного федерального округа), на Северном Кавказе, на Южном Урале, а также на юге Дальнего Востока. Липовый остров служит местообитанием третичных неморальных реликтов, редких, исчезающих, эндемичных видов, резервом ценных лекарственных, медоносных, декоративных видов растений. Природно-исторический памятник природы федерального значения. Площадь 110 км².
Находится в микрокотловине, где температура в среднем на 2-3 градуса выше, чем на окружающей территории.
Большая часть территории Южного Кузбасса занята таёжными (главным образом пихтовыми и кедровыми) лесами.

## История
Предполагается, что во время ледникового периода часть липового леса оказалась не тронутой ледником, когда ледник отступил образовался липовый остров. В 1889 году русским учёным П. Н. Крыловым был найден Липовый остров. В 1964 году территория получила статус памятника природы. Возраст — несколько миллионов лет.

## География
Территория природного парка охраняется с 1985 года. Однако, вблизи имеются промышленные предприятия — Алардинская шахта, Калтанский угольный разрез и Мундыбашская аглофабрика. Недалеко имеются дачные посёлки.
Реки — Юр-Теш, Малый Теш, Тамала, Кундель.